# 크리스토퍼 스트래치
크리스토퍼 스트래치(영어: Christopher S. Strachey 크리스토퍼 스트레이치[*], 영어 발음: /ˈstreɪtʃi/, 1916년 11월 16일 ~ 1975년 5월 18일)는 영국의 컴퓨터 과학자였다. 표시적 의미론을 만든 사람들 가운데 한 명으로, 프로그래밍 언어 디자인의 선구자이기도 하다. 스트래치 가의 일원으로, 정부, 예술, 행정, 학문 분야에서 저명하다.

## 생애
크리스토퍼 스트래치는 1916년 11월 16일에 잉글랜드 햄프스티드에 태어났으며, 부모는 올리버 스트래치와 레이 스트래치이다. 올리버 스트래치는 리처드 스트래치의 아들로, 헨리 스트래치의 증손자이다.

## 업적
CPL(Combined Programming Language)를 개발했다.
매크로 언어 m4는 최초의 매크로 확장 언어들 가운데 하나인 스트래치의 GPM(다목적 매크로 발생기)에서 많은 부분을 가져왔다.

## 참고 문헌
- Copeland, B.J. A Brief History of Computing, AlanTuring.net, June 2000.
- Lavington, S. The Pegasus Story, Science Museum, 2000. ISBN 1-900747-40-5.
- C. Strachey, An impossible program, The Computer Journal, 7(4):313, January 1965.